# 赛点车队
赛点车队（英語：Racing Point），全名倍世净水赛点F1车队（英語：BWT Racing Point Formula One Team）是由英国赛点公司运营的一支一级方程式锦标赛车队，曾于2019及2020赛季参加世界一级方程式锦标赛，前身为印度力量车队，总部设在英国银石。
2018赛季赛点车队曾以赛点印度力量车队名义参加F1比赛，并于2019年2月正式更名為賽點F1车队。
2021赛季起，赛点车队更名为阿斯顿·马丁车队继续参加F1赛事。

## 起源
賽點車隊最早的起源可以追溯至1991賽季开始参加F1赛事的喬丹車隊，該隊在1990年代後期至2000年代前期取得不錯的成績，並在1999年取得两个分站冠軍和车队积分榜季军的成绩。此后，随着乔丹车队陷入财政危机，车队成绩开始下滑，最終在2005年初被米德蘭集團收購，並于隔年更名為米德兰车队。然而，战绩不佳的米德兰车队在2006年再度转手，被荷蘭汽車品牌世爵汽車收購，並在下個賽季再更名為世爵F1車隊，整个赛季取得1个积分，再度排名积分榜末尾。
由于世爵汽车陷入财政危机，2007年末世爵车队被售予印度商人維傑·馬爾雅為首的财团，並於2008賽季起更名為印度力量车队，继续以英國銀石為總部所在地，而印度力量车队在約10年半的隊史中取得过1个杆位，共6次登上领奖台，并两度取得车队积分榜第4位，稳居中游。然而2018年季中，由于印度力量车队三大股東之一的維傑·馬爾雅涉及財務及法律問題，车队被裁定代管，進而進入转手階段。
2018年8月23日，由加拿大商人勞倫斯·斯托爾領銜的財團英國賽點公司收購了印度力量車隊的資產，但由於赛点公司被视为全新的实体，因此印度力量車隊的F1參賽資格無法轉讓，随后被国际汽联除名。最终，被收购后成立的新車隊转用英国赛照，自比利時站起更名為賽點印度威力車隊參加比賽，並在2019赛季正式更名為賽點車隊。

## 隊史

### 2019赛季

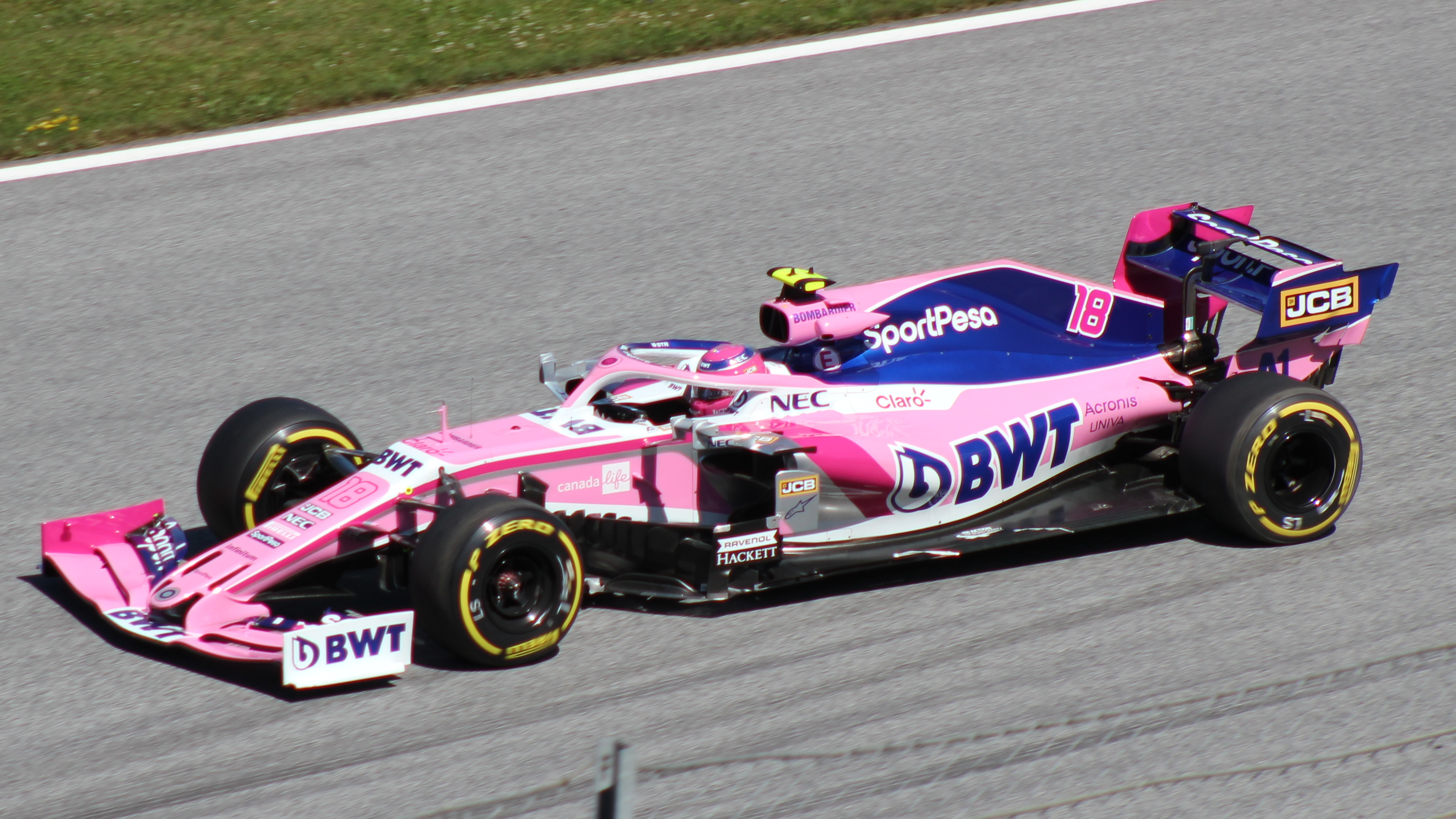
2019年奥地利站上驾驶赛点RP19赛车的兰斯·斯托尔

2018年11月，赛点车队宣布，曾为印度力量车队效力多年的塞吉歐·培瑞茲将继续留在全新的赛点车队，而威廉姆斯車隊車手，赛点车队创始人勞倫斯·斯托爾之子蘭斯·斯托爾将成为佩雷兹2019赛季的搭档，埃斯特班·奥康则离队前往雷诺车队效力。
2019年2月13日，赛点車隊於加拿大多倫多发布了新赛季使用的赛车RP19（RP为Racing Point的首字母缩写），RP19也是赛点公司并购原印度力量车队资产后所打造的第一台赛车。发布会上车队同时宣布肯亞體育賭博公司財富體育成为冠名贊助商，该赛季车队将以財富體育賽點F1車隊（英語：SportPesa Racing Point F1 Team）的名义参加F1赛事。而此前两个赛季赞助印度力量车队的德国净水设备公司倍世净水则继续赞助更名后的赛点车队，除了在赛车车身保留倍世净水的粉色主色调外，倍世净水也通过引擎贴牌的方式提供赞助，RP19赛车所使用的梅赛德斯引擎将以“倍世-梅赛德斯”身份重新贴牌。
車隊在2019赛季前四站比赛上均取得積分，亞塞拜然站上兩名車手均更是同时取得积分；然而賽季中段车队并未能持续这样的积分表现，在阿塞拜疆站之后的六站中僅由斯托尔在加拿大站以第9名完赛，从而取得2个积分。夏休期之前，斯托尔曾在德國站上曾靠著相對有效的進站策略，并把握住混亂雨戰中多位車手出局的機會一度领跑比赛，最终取得第4名，这也是赛点车队该赛季的最佳完赛成绩。
車隊在比利時站開始前投入了升級套件，使得下半季的表現有著顯著提升：佩雷兹在赛季后九站中8次取得积分，斯托尔也有两次进入积分区。最終車隊凭借着下半赛季的表现，超越愛快·羅密歐車隊，以73分排名车队积分榜第七位。

### 2020赛季

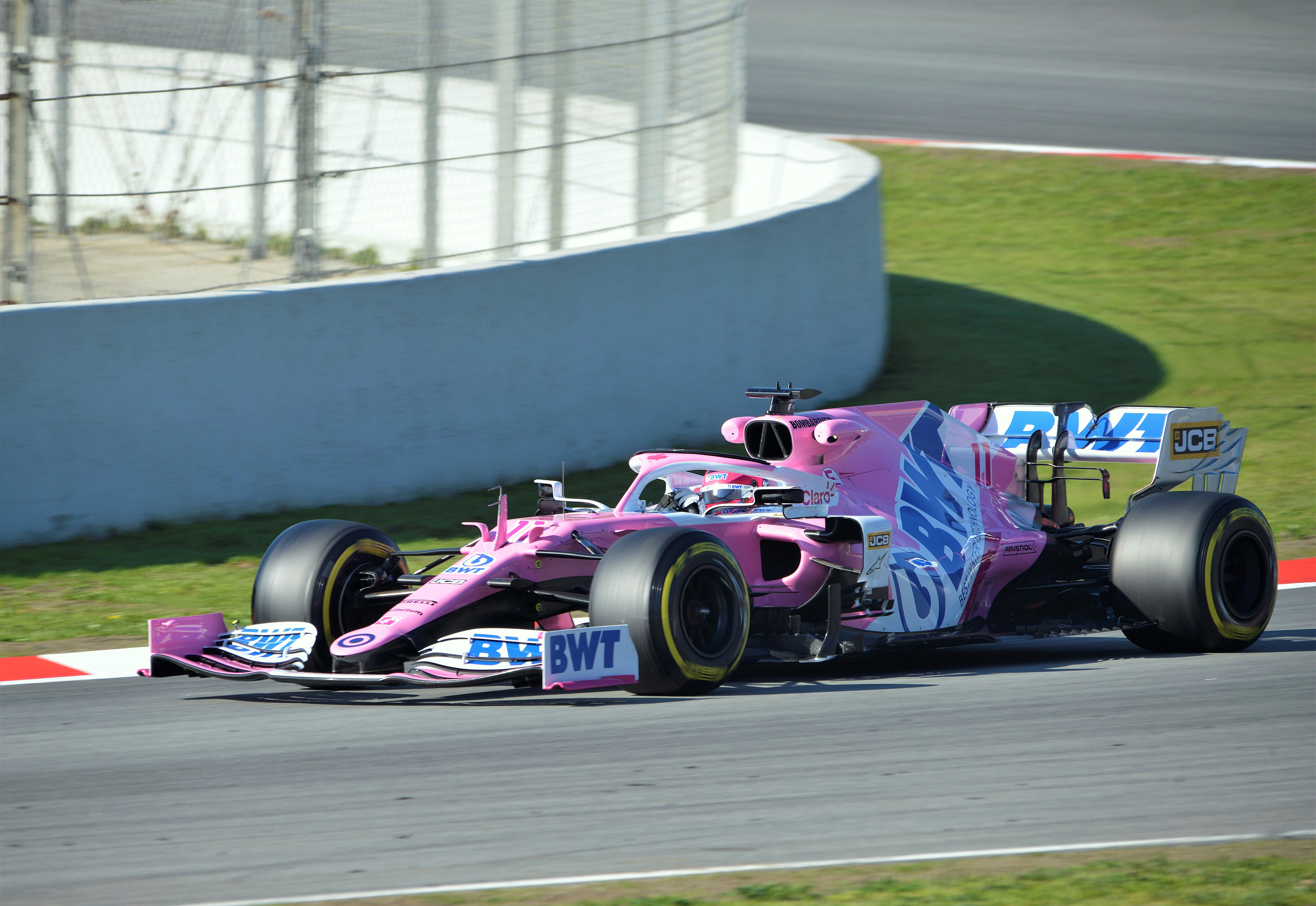
2020赛季季前测试上驾驶赛点RP20赛车的塞吉歐·培瑞茲

2019年比利時大獎賽賽前，赛点車隊宣布与斯托尔续约一年，同时與佩雷兹续约两年直至2022赛季结束，从而確定了2020賽季的車手組合。由于此时赛点车队已经确定将在下赛季更名为阿斯顿·马丁车队，本次续约后佩雷兹预计将至少为这支总部位于英国银石的车队效力9个赛季，同时经历这支车队的四个不同名称。
2020年2月，赛点車隊发布了新车RP20，领队奥特马尔·萨夫诺尔同时宣布，由于財富體育公司“在其国内遇到了一些困难”，车队终止了与财富体育的冠名贊助合約，同时倍世淨水将正式成为车队的冠名赞助商，同时也将继续以引擎贴牌的方式提供赞助。
在季前測試中，由于RP20赛车與梅賽德斯車隊2019赛季使用的W10 EQ Power+赛车过于相似，从而引起許多爭議与质疑，RP20赛车甚至被一些媒体和车迷称为“粉梅奔赛车”("Pink Mercedes")，赛点车队也被称之为“追踪点车队”("Tracing Point")。赛点车队的技术总监安德路·格林针对争议和质疑表示RP20赛车确实“在某些方面有一些相似之处”，但否认赛点车队与梅赛德斯车队之间存在设计转移的情况。而其他一些车队也对RP20赛车的相似之处表示不满，例如赛季揭幕战奥地利站前迈凯伦车队总裁扎克·布朗就曾将RP20赛车称为“仿照上赛季梅赛德斯的赛车”。
与此同时，在施泰爾馬克站賽後，雷諾車隊針對赛点RP20赛车的合法性向国际汽联提出正式投诉，称RP20赛车与梅赛德斯W10 EQ Power+赛车的的制动管道，特别是後輪煞車通風管过于类似，而该部分组件需由車队自行研發，不能直接使用其他车队设计和提供的组件。随后，RP20赛车的制动管道被国际汽联官员暂时扣押以配合调查，同时梅赛德斯车队也提供了W10赛车的制动管道以进行比较。随后在匈牙利站和英國站赛后，雷诺车队连续两次对比赛的结果提出异议，同时再次质疑了RP20赛车的设计合法性，此后法拉利车队提出了与雷诺车队相同的抗议和投诉请求。最终国际汽联经过调查支持了雷诺车队的部分投诉请求，认为虽然RP20赛车整体符合技术规定，但后轮制动管道的设计过程由于使用了梅赛德斯车队提供的CAD图纸，因此被视为梅赛德斯车队的研发资产，赛点车队的此项设计违反了F1运动规则，因而赛点车队被处以40万欧元罚款，并扣除15个车队积分。。而由于赛点车队早在2019赛季就使用了与RP20赛车相似的前轮制动管道设计，且2019赛季并无制动管道需由车队研发的规定，因此前轮制动管道被裁定为合法。
虽然RP20赛车有着众多争议之处，但整个赛季赛点车队的表现依然稳健：佩雷兹在赛季前三场比赛上连续取得积分，而斯托尔也在施蒂利亚站和匈牙利站上取得积分。然而在英國站開始的三天前，佩雷兹被驗出2019冠狀病毒病陽性反應，并需要接受十天隔離，因此他缺席了英國站及一周后同样在英国银石赛道举办的的70周年站，德國車手尼科·霍肯伯格也在该两场比赛中代替佩雷兹出赛。英国站正赛赛前，霍肯伯格赛车的引擎出现问题，导致他未能参加正赛，而斯托尔则取得第9名；70周年大奖赛上，霍肯伯格在排位赛取得第3名，却在比赛中遭遇轮胎衰减问题，只取得第7位，队友斯托尔获得第6名，再次为车队双车带回积分。
佩雷兹在西班牙站回归，同时佩雷兹和斯托尔连续三场比赛均在积分区完赛，斯托尔甚至在意大利站上取得季军，取得赛点车队队史首个领奖台登台成绩。托斯卡纳站和俄罗斯站上，斯托尔未能完赛，而佩雷兹连续取得第5名和第4名的成绩；艾菲尔大奖赛上，由于斯托尔身体不适，霍肯伯格再次返回围场，代替斯托尔参加本站比赛，他也成为为数不多在同一个赛季中先后替代一支车队中两位正式车手参赛的车手。霍肯伯格在该场比赛中从队尾的第20名起步，最终以第8名完赛，职业生涯第二次被车迷票选为当场最佳车手，佩雷兹则取得第4名；此后的两场比赛中佩雷兹再次连续完赛并取得积分，斯托尔则未能得分。
土耳其站上，斯托尔在排位赛取得杆位，取得赛点车队队史首个杆位，佩雷兹则在第3位发车；周日正赛中斯托尔最初守住领先优势，但最终只取得第9名，而佩雷兹取得亚军，在取得个人赛季首个领奖台登台的同时，也为赛点车队取得了赛季第二个领奖台登台成绩。巴林站上佩雷兹发挥稳健，几乎取得领奖台登台成绩，却在第54圈因引擎故障退赛，而斯托尔由于和丹尼尔·科维亚特发生事故退赛，同样未能取得积分，而巴林站也是该赛季赛点车队首次未能取得任何积分的比赛。一周后的萨基尔大奖赛上，佩雷兹在比赛首圈发生打转，一度掉到队尾，但最终通过超车和车队策略的共同配合取得比赛胜利，取得了个人F1生涯以及赛点车队的首个分站赛冠军，该次胜利同时也是赛点车队及其前身的第5个分站冠军，也是这支车队的班底自2003年后首次取得分站冠军，队友斯托尔则取得季军，赛季第二次登台；收官战阿布扎比站上，斯托尔取得第10名，为车队取得了赛季的最后一个积分，佩雷兹则遗憾退赛。
最终，赛点车队在扣减15个积分后，以195个积分在车队积分榜上排名第4位，落后于迈凯伦车队。
虽然佩雷兹在该赛季有着良好表现，但赛点车队在2020年9月宣布，佩雷兹将於2021賽季后離開車隊，而四届世界冠军塞巴斯蒂安·維特爾将加入更名后的阿斯顿·马丁车队與斯托爾搭檔出赛。 而在佩雷兹取得萨基尔大奖赛冠军后，佩雷兹吸引了红牛车队的注意，并于2021赛季起成为红牛车队的车手。

### 车队更名
2020年1月31日，勞倫斯·斯托爾宣布将對英國汽車品牌阿斯頓·馬丁投資1.82億歐元（約2.39億美元），取得其16.7%的股份并成為該品牌的最大股東，斯托爾将取代佩妮·休斯成為阿斯顿·马丁新任主席，瑞士製藥業巨擘埃內斯托·貝塔雷利與梅賽德斯車隊主席兼執行長托托·沃爾夫也參與投資，分別取得阿斯顿·马丁3.4%與4.8%的股份。赛点車隊也在斯托尔完成收购的当日宣布，车队將在2021賽季更名為阿斯頓·馬丁F1車隊，继续参加F1赛事。

## F1賽季成绩
(賽果底色示意列表)

P – 桿位

F – 最快圈速

* – 賽季進行中 

† –  車手未完成賽事，但已完成90%的原定賽程，因而有排名 

‡ –  由於未完成預定距離的75％，因此該場比賽只能獲得一半積分 

| 2019   | RP19 | BWT 梅赛德斯 1.6 V6 t | P |               | 澳  | 巴林 | 中 |     | 西  | 摩 | 加 | 法 | 奥  | 英  | 德   | 匈  | 比   |    | 新   | 俄 | 日   | 墨 | 美 | 巴西 | 阿布 | 73  | 第7 |
| 2019   | RP19 | BWT 梅赛德斯 1.6 V6 t | P | 墨西哥        | 13  | 10   | 8  | 6   | 15  | 12 | 12 | 12 | 11  | 17  | Ret  | 11  | 6    | 7  | Ret  | 7  | 8    | 7  | 10 | 9    | 7    | 73  | 第7 |
| 2019   | RP19 | BWT 梅赛德斯 1.6 V6 t | P | 蘭斯·斯托爾   | 9   | 14   | 16 | 9   | Ret | 16 | 9  | 13 | 14  | 13  | 4    | 17  | 10   | 12 | 13   | 11 | 9    | 12 | 13 | 19†  | Ret  | 73  | 第7 |
| 2020   | RP20 | BWT 梅赛德斯 1.6 V6 t | P |               | 奥  |      | 匈 | 英  | 周  | 西 | 比 |    | 托  | 俄  | 艾費 | 葡  | 艾米 | 土 | 巴林 | 薩 | 阿布 |    |    |      |      | 195 | 第4 |
| 2020   | RP20 | BWT 梅赛德斯 1.6 V6 t | P | 塞吉歐·培瑞茲 | 6   | 6    | 7  | WD  |     | 5  | 9  | 10 | 5   | 4   | 4    | 7   | 6    | 2  | 18†  | 1  | Ret  |    |    |      |      | 195 | 第4 |
| 2020   | RP20 | BWT 梅赛德斯 1.6 V6 t | P | 蘭斯·斯托爾   | Ret | 7    | 4  | 9   | 6   | 4  | 10 | 3  | Ret | Ret | WD   | Ret | 13   | 9P | Ret  | 3  | 10   |    |    |      |      | 195 | 第4 |
| 2020   | RP20 | BWT 梅赛德斯 1.6 V6 t | P | 尼可·賀根堡   |     |      |    | DNS | 7   |    |    |    |     |     | 8    |     |      |    |      |    |      |    |    |      |      | 195 | 第4 |
| 來源： |      |                       |   |               |     |      |    |     |     |    |    |    |     |     |      |     |      |    |      |    |      |    |    |      |      |     |     |